# Altenfelder Wettern
Die Altenfelder Wettern ist eine Wettern in der Gemeinde Beidenfleth in Schleswig-Holstein.
Die fast drei Kilometer lange Altenfelder Wettern entwässert den westlich von Beidenfleth gelegenen Teil der Wilstermarsch und mündet über ein Schöpfwerk in die Stör.